# Lopača
Lopača je naselje u Hrvatskoj u općini Jelenju. Nalazi se u Primorsko-goranskoj županiji.

## Zemljopis
Nalazi se unutar luka rijeke Rječine sa zapadne strane. Južno preko rijeke su Valići i Ilovik, istočno preko rijeke su Drastin i Lukeži. Sjeveroistočno preko rijeke su Ratulje, Jelenje, a sjeverno preko rijeke su Martinovo Selo i Lubarska. Sjeverozapadano su Baštijani. Milaši i Brnelići su dalje prema sjeverozapadu preko rijeke. Dalje na zapadu su Saršoni.

## Stanovništvo
| broj stanovnika |       |       |       |       |       |       |       |       |       | 18    | 60    | 263   |       |       | 71    | 87    | 78    |
|                 | 1857. | 1869. | 1880. | 1890. | 1900. | 1910. | 1921. | 1931. | 1948. | 1953. | 1961. | 1971. | 1981. | 1991. | 2001. | 2011. | 2021. |

## Gospodarstvo
- psihijatrijska bolnica Lopača